# Nazionale femminile di pallacanestro del Niger
La nazionale di pallacanestro femminile del Niger è la rappresentativa cestistica del Niger ed è posta sotto l'egida della Federazione cestistica del Niger.

## Piazzamenti

### Campionati africani
- 2000 - 10°
- 2005 - 8°

## Formazioni

### Campionati africani
Campionato africano femminile di pallacanestro 20005 A. Ousmane, 6 Vouti, 7 Halidou, 8 I. Diambe, 9 M. Ousseini, 10 Amadou, 12 Issoufou, 13 Achimou, 15 Ali,        All. -
Campionato africano femminile di pallacanestro 20054 Abdoulkarim, 5 Moussa, 6 Vouti, 7 Halibou, 8 Ide, 9 Moukaila, 10 Amadou, 11 F. Abdoulaye, 12 Issa, 13 A. Abdoulaye, 14 Boukari, 15 Gouroza,        All. -